# دانشکده فنی فومن
دانشکده فنی فومن نام دانشکده‌ای از مجموع یازده دانشکدهٔ پردیس دانشکده‌های فنی دانشگاه تهران است که در زمینی به مساحت هفت هکتار و زیربنای ۱۰۰۰۰ مترمربع به همت مهندس سید عباس موسوی ره‌پیما، دانش‌آموخته سال ۱۳۴۱ دانشکده مهندسی شیمی دانشگاه تهران، در سال ۱۳۸۴ وقف پردیس دانشکده‌های فنی دانشگاه تهران شد. عملیات ساخت این واحد آموزشی-دانشگاهی در سال ۱۳۸۸ به پایان رسید و در تابستان همان سال به‌صورت رسمی به دانشگاه تهران تحویل داده شد و از مهر ماه سال ۱۳۸۸ با پذیرش ۵۸ دانشجو فعالیت آموزشی خود را آغاز نمود. این دانشکده دارای یک ساختمان اداری-آموزشی با مساحت ۵۵۰۰ متر مربع در دو طبقه می‌باشد که در طبقه اول آن کلاس‌های آموزشی، سالن‌های آمفی‌تئاتر، کتابخانه، واحد آموزش و امور دانشجویی و تعدادی آزمایشگاه قرار دارند و در طبقه فوقانی علاوه بر سایر بخش‌های اداری، قسمت‌های دیگری از جمله اتاق‌های استادان مدعو، سایر آزمایشگاه‌ها و مرکز کامپیوتر واقع گردیده‌اند.
این دانشکده به تمامی دانشجویان تا ۸ نیمسال خوابگاه ارائه می‌دهد و پذیرش دانشجو در دوره روزانه و بدون دریافت هزینه آموزشی، انجام می‌پذیرد.

## پیشینه
دانشکده فنی دانشگاه تهران با حدود هشتاد سال قدمت، مهد مهندسی کشور و مادر دانشگاه‌های صنعتی ایران محسوب می‌شود. این دانشکده از آغاز تاکنون با پذیرش استعدادهای برتر، جمع کثیری از دانشمندان و متخصصان کشور را که بسیاری از آنان نقش بسزایی در راه‌اندازی و تداوم حرکت چرخ‌های صنعت کشور و پذیرش مسئولیت‌های سنگین در اداره مملکت دارند، تربیت کرده‌است.
در راستای سیاست‌های وزارت علوم، تحقیقات و فناوری بایگانی‌شده  در ۳ دسامبر ۲۰۰۳ توسط Wayback Machine در جهت کاهش تمرکز فعالیت‌های دانشگاهی در کلان‌شهرها و کاهش فاصله مناطق برخوردار و محروم و در اجرای سیاست گسترش و توسعه دانشگاه تهران و پردیس دانشکده‌های فنی، دو واحد دانشگاهی به نام‌های دانشکده فنی کاسپین و دانشکده فنی فومن در استان گیلان ایجاد شده‌است.
لازم به یادآوریست که دانشگاه تهران یک واحد دانشگاهی دارای چندین پردیس و دانشکده است که کلمه پردیس در اینجا ترجمه‌ای نه چندان دقیق از اصطلاح انگلیسی campus به معنی شعبهٔ دانشگاه می‌باشد. دانشگاه تهران در واقع یک واحد آموزشی multi-campus است. به همین دلیل اصطلاح پردیس در نام دانشکده‌های فنی دانشگاه تهران هیچ گونه ارتباطی با پردیس‌های خودگردان ندارد و پذیرش دانشجو تنها براساس آزمون سراسری و ثبت نام در این پردیس بدون دریافت هیچگونه هزینه آموزشی و در دورهٔ روزانه و از میان داوطلبان برتر آزمون سراسری می‌باشد.
نخستین وروردی این دانشکده در سال ۱۳۸۸ با پذیرش دانشجوی مقطع کارشناسی روزانه در رشته‌های تحصیلی مهندسی شیمی، مهندسی نفت و مهندسی فناوری اطلاعات بوده‌است.

## آزمایشگاه‌ها
آزمایشگاه‌های آموزشی:
1. آزمایشگاه مکانیک سیالات
2. آزمایشگاه کنترل فرایند
3. آزمایشگاه فیزیک
4. آزمایشگاه چندمنظوره شیمی
5. آزمایشگاه انتقال حرارت

آزمایشگاه‌های تحقیقاتی:
1. آزمایشگاه بهبود کیفیت فراورده های نفتی
2. آزمایشگاه نانومواد هیبریدی
3. مرکز آنالیز دستگاهی
4. آزمایشگاه نفت